# 山梨県立谷村工業高等学校
山梨県立谷村工業高等学校（やまなしけんりつ やむらこうぎょうこうとうがっこう）は、山梨県都留市に所在した公立の工業高等学校。通称は谷工（やこう）。明治期にルーツを持つ郡内地区唯一の工業高校であったが、山梨県立都留興譲館高等学校の開設に伴い、2016年3月31日に閉校した。

## 学科
時期によって学科構成は大きく変わっているが、閉校時期には以下の課程が置かれていた。
- 全日制課程（平成24年度入学生より）
  - 機械工学科
  - 電子工学科
  - 制御工学科
  - 環境工学科

- 全日制課程（平成23年度入学生まで）
  - デザインコース
  - 環境化学コース
  - 機械システム科
  - 建設科
  - 電子情報科

- 定時制課程
  - 普通科

## 沿革
本校は、当地で盛んであった染織業の実業教育から始まった実業学校（1896年に南都留郡染織学校として発足）と、女子の実科教育機関から発展した高等女学校をルーツとする。第二次世界大戦後の教育改革に伴い、前者（県立谷村工商学校）は谷村南高等学校、後者（県立谷村高等女学校）は谷村東高等学校となり、1950年に両者が合併して山梨県立谷村高等学校となった。谷村高等学校には普通科や商業科も置かれていたが、再編が行われて工業高校となったことから、1970年より山梨県立谷村工業高等学校という名称になった。
山梨県立桂高等学校との再編・統合が行われ、2014年に山梨県立都留興譲館高等学校が開設されると募集を停止。2016年3月31日に閉校した。

### 明治期から学制改革・統合（1950年）まで

#### 山梨県立谷村南高等学校
- 1896年（明治29年）3月19日 - 山梨県南都留郡染織学校として開校。
- 1901年（明治34年）5月1日 - 郡立山梨県立工業学校、郡立南都留染織学校に改称。郡立山梨県立工業学校は、北都留郡大月町に移転。
- 1901年（明治38年）10月1日 - 郡立南都留染織学校が南都留郡組合立に移管。郡組合立都留染織学校に改称。
- 1905年（明治38年）4月1日 - 山梨県立工業学校に改称。
- 1920年（大正9年）4月15日 - 南都留郡立実業学校が開校。商業科を設置。
- 1923年（大正12年）4月1日 - 山梨県立工業学校が南都留郡立実業学校を合併。山梨県立工商学校に改称。
- 1941年（昭和16年）4月1日 - 山梨県立谷村工商学校に改称。
- 1943年（昭和18年）4月1日 - 工業化学科を設置。
- 1944年（昭和19年）3月1日 - 染織科、商業科の募集を停止。
- 1944年（昭和19年）4月1日 - 機械科を設置。
- 1948年（昭和23年）4月1日 - 学制改革により、山梨県立谷村南高等学校となる。
- 1948年（昭和23年）8月25日 - 定時制課程を設置。

昭和16年～25年の谷村工商学校時代の校歌（現在の校歌第二）は土井晩翠による作詞、山田耕筰による作曲である。

#### 山梨県立谷村東高等学校
- 1915年（大正4年）4月1日 - 谷村尋常高等小学校補習科を設置。
- 1916年（大正5年）4月1日 - 谷村実科女学校に改称。
- 1917年（大正6年）4月1日 - 町立谷村実科高等女学校に改称。
- 1926年（大正15年）4月1日 - 町立谷村高等女学校に改称。
- 1927年（昭和2年）4月1日 - 山梨県立谷村工商学校に改称。
- 1931年（昭和6年）4月1日 - 山梨県へ移管。山梨県立谷村高等女学校に改称。
- 1948年（昭和23年）4月1日 - 学制改革により、山梨県立谷村東高等学校となる。

### 統合（1950年）以後

#### 山梨県立谷村高等学校
- 1950年（昭和25年）4月1日 - 山梨県立谷村南高等学校と山梨県立谷村東高等学校が統合。山梨県立谷村高等学校となる。工業化学科を色染化学科に転科。
- 1955年（昭和30年）4月1日 - 色染化学科を工業化学科に転科。
- 1963年（昭和38年）4月1日 - 繊維機械科を設置。
- 1966年（昭和41年）4月1日 - 普通科を山梨県立桂高等学校に移管。商業科の募集を停止。

#### 山梨県立谷村工業高等学校
- 1970年（昭和45年）4月1日 - 山梨県立谷村工業高等学校に改称。
- 1971年（昭和46年）4月1日 - 土木科を設置。
- 1973年（昭和48年）4月1日 - 繊維機械科を繊維工学科に転科。
- 1986年（昭和61年）4月1日 - 電子情報科を設置。
- 1994年（平成6年）4月1日 - 学科再編。
- 2012年（平成24年）4月1日 - 学科再編。
- 2014年（平成26年）4月 - 山梨県立桂高等学校と再編・統合した山梨県立都留興譲館高等学校の開校に伴い、生徒募集停止。
- 2016年（平成28年）3月31日 - 閉校。

## 生徒活動

### 部活動
- 2009年1月の時点で、部活動の構成は以下の通りであった。

体育局
- 相撲部
- サッカー部
- 卓球部
- ソフトテニス部
- バレーボール部（男女）
- 野球部　　昭和22年に、第29回全国高校野球選手権大会へ出場記録がある。福岡中（岩手県代表。現福岡高校）に初戦敗退。
- ウエイトリフティング部
- レスリング部
- 剣道同好会
- バスケットボール同好会

文化局
- 技術研究部
- パソコン部
- 美術部
- 写真部
- 囲碁将棋部
- 吹奏楽部
- 茶道部
- アマチュア無線部 - 呼出符号JA1YYG。昭和50年代まで存在した模様だが、2008年現在免許されていない。

### 成績等
- 2015年には全国高校生プログラミングコンテストで優勝。
- 2005年には全国ソーラーラジコンカーコンテストで優勝。
- 2003年にはパソコン甲子園で初代グランプリ獲得。

### 文化祭
- 文化祭は「谷高祭」（高は旧字体を用いる）

## 資格
同校は、資格取得について積極的に取り組んでいる。
卒業までに取得しやすい資格について以下のようにあげている。
デザインコース
- レタリング技能検定
- トレース技能検定
- 情報技術検定
- CGクリエイター検定

など
環境科学コース
- 毒物劇物取扱責任者
- 危険物取扱者

など
電子情報科
- 工事担任者
- 情報処理技術者
  - ITパスポート
  - 基本情報技術者
- パソコン検定
- 日本語ワープロ検定
- 計算技術検定

など

## 出身者
- 石原茂（富士吉田市長）
- 西室覚（大月市長）
- 堀内富久（都留市長）
- 山本桂（元プロ野球選手）
- 緑富士優（元力士）

## 交通
- 富士山麓電気鉄道富士急行線: 都留文科大学前駅から徒歩10分
- 富士山麓電気鉄道富士急行線: 谷村町駅から徒歩10分